# The Little Darling
The Little Darling è un cortometraggio muto del 1909 scritto e diretto da David W. Griffith.

## Trama
A Lillie Green, che gestisce una piccola pensione, arriva un giorno la lettera di Polly Brown, una sua vecchia compagna di scuola che le annuncia la visita della sua "piccola cara", la sua "bambina" che arriverà in stazione con il treno delle tre e quaranta. Lillie, che da molti anni non vede l'amica e che non ha mai vista sua figlia, mette in allerta i suoi giovani pensionanti che si recano alla stazione per accoglierla, muniti di giocattoli e di una carrozzina. Qual è la loro sorpresa quando dal treno scende una vezzosa diciassettenne: i giovani scapoli si rendono conto che la bella Tootsie ha superato da un bel po' il tempo dei giocattoli.

## Produzione
Il film fu prodotto dalla Biograph Company e venne girato a Cuddebackville, New York.

## Distribuzione
Distribuito dalla Biograph Company, il film - un cortometraggio di due minuti - uscì nelle sale cinematografiche statunitensi il 2 settembre 1909. Veniva programmato proiettato insieme a un altro cortometraggio in split reel, The Sealed Room. Copia del film - positivo 35 mm - viene conservata negli archivi della Library of Congress.
Il film può essere visto su YouTube. Nell'agosto 2006, il cortometraggio è uscito in DVD, inserito in un'antologia, D.W. Griffith, Director - Volume 4 - (1909), comprendente 114 minuti di filmati in NTSC.